# 陈慕华
陈慕华（1921年6月21日—2011年5月12日），浙江青田人，中国共产党、中华人民共和国政治人物，原副国级领导人。曾在延安抗日军政大学学习。1938年6月加入中国共产党，是中共第十一、十二届中央政治局候补委员。曾任第七、第八届全国人大常委会副委员长，国务院副总理，国务委员，全国妇联主席等职。1979年至1982年间，陈慕华先后兼任国务院计划生育领导小组组长和国家计划生育委员会主任；是中国政府制定一胎化政策的参与者和政策执行者。

## 生平

### 早年经历
1921年6月21日，出生于青田县油竹乡上村。中学毕业后，陈慕华在八路军驻西安办事处工作。1938年到延安。1938年，毛泽东提出“要将部队建设为较正规的队伍”。为此延安抗大准备从学员中选拔一批组建成参谋训练队，经过系统培训后分配到各个队伍中。当时参谋训练队只招收男学员，女学员的工作岗位大多为卫生、护理、通讯等。陈慕华便联系几位抗大女学员，联名给毛泽东写信反映，希望能够让女生加入到参谋队伍中。看眼参谋训练队的报名即将截止，可依旧没有收到毛主席的回信，17岁的陈慕华直接去找毛泽东，说“女同志也可以学习军事知识，并不是非得学习护理、通讯等，男同志能做的，女同志也能干，我希望您能满足我们的请求。”毛泽东听后回答：“小陈同志很有想法嘛，我向来主张男女平等，参谋队伍女同志也是可以参加的。”陈慕华等女学员进入到参谋训练队进行学习。陈慕华在参谋训练队还遇到自己的爱人钟毅。毕业后任抗大三分校训练部军事教员、八路军陕甘宁留守兵团警备五团司令部参谋、兵团司令部教育科参谋、兵团军事研究室研究员，延安联防司令部后勤部家属招待所指导员、后勤部经建处秘书等职。在1942年的“整风运动”中，陈慕华因担任国民党空军高级军官的叔叔陈栖霞，受到审干。
解放战争时期，陈慕华历任热河军区司令部一科参谋，东北铁路总局机关政治协理员，穆棱煤矿工会特派员，东北铁路保育院院长，中长铁路中央医院副院长。

### 建国后
中华人民共和国成立后，陈慕华调任东北铁路政治部宣传组组长；后历任，铁道部政治部宣传部宣传组副组长，国家计委交通局副处长、处长，对外经济联络总局成套设备局副局长，对外经济联络委员会三局副局长等职。
在“文化大革命”中，陈慕华被打成“走资派”，并株连到在黑龙江工作的弟弟惨遭迫害致死。1971年，在周恩来的关照和力荐下，经毛泽东批示后，陈慕华恢复工作，并直接由副司局级干部提拔为对外经济联络部的副部长。文革结束后，1976年11月，在华国锋“内阁”中，晋升对外经济联络部部长、党组书记。

### 进入高层
1977年8月中共十一届一中全会上，陈慕华当选政治局候补委员；于次年3月召开的第五届全国人大第一次会上，当选国务院副总理，并继续兼任对外经济联络部部长、党组书记；1978年6月起，还兼任国务院计划生育领导小组组长。1980年9月，陈慕华留任赵紫阳“内阁”，被任命为国务院副总理，继续兼任对外经济联络部部长、党组书记、国务院计划生育领导小组组长，兼任中央爱国卫生运动委员会主任等职。1981年3月，国家计划生育委员会成立，陈慕华兼任第一位主任、党组书记（至1982年5月）。1982年3月，陈慕华还兼任改组后成立的对外经济贸易部。
1982年5月，国务院机构调整，增设“国务委员”职务；陈慕华由副总理改任国务委员。在1982年9月召开的中共十二届一中全会上，继续当选中央政治局候补委员，是当时政治局中，唯一的女性，是改革开放初期中共的高级女性领导人之一。1985年3月起，她又兼任中国人民银行行长，并进入中共中央财经领导小组。
1988年4月，年近67周岁的陈慕华在国务院任职两届后，改任为第七届全国人大常委会的副委员长、财政经济委员会主任委员，并兼任第六届中华全国妇女联合会主席、中国银行董事会名誉董事长等职。1993年3月，在八届全国人大一次会议上，继续当选为全国人大常委会副委员长；同年9月，又连任第七届全国妇联主席，1995年9月任第四次世界妇女大会主席。1998年后，陈慕华一直担任全国妇联名誉主席，直至去世。

### 名誉职务
自1977年成为中央政治局候补委员，到1998年第八届全国人大任期的结束，陈慕华前后共担任了近20年的党和国家领导人。因此，她也曾兼任过许多其它的名誉职务。如，中国婚姻家庭研究会会长、中国儿童少年基金会会长，中国旅游饭店协会、中国女法官协会、中国服装协会、中国花卉协会、中华全国工商业联合会女企业家联谊会、中国女医师协会等机构的名誉会长；她曾还是第三届中国绿化基金会主席，中华护理学会名誉理事长，杭州大学的名誉董事长。
2000年，同时担任中国妇女发展基金会会长的陈慕华，在得知中国西部干旱地区缺水状况和妇女生产、生活的基本状况后，带领有关人员进行充分论证，配合国家西部大开发的战略，倡导并组织实施了“大地之爱·母亲水窖”公益工程。
2011年5月12日，陈慕华在北京病逝，享年90岁。官方在讣告中称她是“中国共产党的优秀党员，久经考验的忠诚的共产主义战士，无产阶级革命家，我国经济工作和妇女儿童工作的杰出领导人”。

### 一胎化政策
1978年6月至1982年5月，陈慕华先后兼任国务院计划生育领导小组和国家计划生育委员会主任、党组书记，是中国政府制定一胎化政策的参与者和执行者。
1970年代，中国的计划生育政策本来是“晚、稀、少”，其中“少”是指一对夫妇生育两个孩子。1978年6月，新的国务院计划生育领导小组召开第一次会议，陈慕华兼任组长；9月完成的会议报告中规定“晚婚年龄，农村提倡女23周岁，男25周岁，城市略高于农村。提倡一对夫妇生育子女数最好一个最多两个，生育间隔三年以上；10月，中共中央发出批转该会议报告的通知。
1979年1月，全国计划生育办公室主任会议召开，陈慕华在讲话中提出“鼓励生一胎”，要求在全国性计划生育法律未颁布的情况下，各个省、直辖市、自治区先行制订地方的计划生育试行条例。截至1980年上半年，除新疆、内蒙古外，所有省、市、区都出台了计划生育暂行规定，对违规生育者给予经济和行政的严厉处罚。除部分少数民族外，一胎化在全国城乡全面实行。
1981年3月，国务院计划生育领导小组撤销，国家计划生育委员会成立，陈慕华兼任主任、党组书记。1981年9月，赵紫阳在中央书记处会议上提出农村实施更宽松的两孩或一孩半政策，国家计生委选择了一孩半政策，但在很长时间内一直抵制政策的实施。

### 专机风波
1978年以前，中国的副总理级领导人（含解放军三总部的副总参谋长）出行都有专机。当时中国对外代表团出访拉美、中东、非洲等地，主要以罗马尼亚布加勒斯特作为中转站，每周只开两趟，座位经常爆满。
1978年4月20日，时任国务院副总理兼对外经济联络部部长的陈慕华率团访问罗马尼亚，因代表团只有十四五人，而专机能坐150人，中国驻罗使馆、中国民航驻罗办事处以及代表团三方商量，让刚从拉美打完比赛的中国国家女子篮球队一行二十余人搭乘专机回国，並報請駐羅大使李庭荃同意。
在女篮队员已办好罗马尼亚边防出境手续，行李托运并登机后，代表团工作人员突然登上飞机，中央辦公廳警衛局副處級幹部馬秉信與外交部禮賓司處級幹部邵明輝要求女篮队员全体立即下机。尽管使馆和民航代表处人员解释，代表团人员仍坚持：“首长不同意这些人坐飞机，让他们下去！”“首长的安全你们能保证吗？如果女篮要乘专机，首长就只好不坐了！”女篮队员只好全部下了专机，离开机场。因女篮队员的旅馆早已退房，没有住处，只好睡在使馆的会客厅里，过了一周才得以搭乘民航回国。
同年5月，新华社驻罗马尼亚首席记者丁永宁從北京返回駐處，駐羅使館人員基於義憤向她說明，丁於是调查了此事。她在罗马尼亚逐一采访事件的当事人，了解事件的全部过程。关键的问题是：赶人是否陈慕华本人的决定？丁永宁认为：既然是临时变卦，极可能是在女篮队员上机后，陈慕华本人在与罗方的临行宴会上作出的决定。丁永宁绕开了当时参加宴会的大使和参赞，采访了同样出席了宴会的翻译，翻译私下告诉她：代表团成员确实在宴会上向陈慕华报告了此事，但他并未听到副总理的回复。
据内部人物回忆，陈慕华访问罗马尼亚回国时，因为专机上有一套罗马尼亚政府送给她的高档家具与电器，估计她担心女篮队员泄露此事，才把女篮队员全部赶下专机。
丁永宁如实在稿件中写下这些，并写道：“有一点是清楚的，即代表团内部当晚就这件事作了研究，副总理在现场听取了有关汇报。”“现在凡副总理、副委员长，甚至个别副总长出国均是专机。这里的群众对此意见很大，迫切希望中央领导重视这个问题，并迅速改革这个制度，使专机的使用范围尽量缩小到少数几位主要领导同志。”6月，稿件以《中国女篮是怎么被撵下专机的？》为题，交由外交部信使队带回中国，新华社总社国际部内参组定稿人卫广益令参编部手抄两份，一份呈送中央办公厅主任汪東興，另一份报送中共中央组织部部长胡耀邦。中共中央看到这份内参后，要求陈慕华在人大常委会上公开自我检讨，并决定只有华国锋、叶剑英、邓小平、汪東興等四位党政军国家领导人可以坐专机，其他领导人出访应乘坐民航班机。该规定大致沿袭至今。次年，丁永寧於布加勒斯特歡迎再次到訪的陳慕華，據丁回憶，雙方簡單寒暄，沒有尷尬。

## 评价
有媒体评价陈慕华是“中国金融改革的第一人”。在任央行行长期间，陈慕华一直积极推动银行体制改革，探索运用利率、存款准备金率、中央银行贷款等手段来控制信贷和货币的供给，加大对外汇的管理等。

## 著作
- 《中国目前金融工作》 1987-11中国金融出版社，包括1985年3月至1987年5月间,在各家银行和保险公司全国会议上的讲话以及其它谈话内容。
- 《陈慕华妇女儿童工作文集》 1999年中国妇女出版社。收录了《托幼工作是创造人类未来的工作》、《男女平等关系到人类社会发展》、《积极支持农村妇女劳动致富》、《各国妇女都在前进》等116篇文章。

## 家庭
陈慕华的丈夫钟毅，毕业于哈尔滨工业大学；在延安参加革命时，同陈慕华在参谋训练队共同学习。两人于1940年结婚。钟毅曾任“三线”建设委员会委员，部级职务。

## 荣誉
- 1994年，陈慕华被联合国授予“莫里斯·佩特”奖；
- 1995年9月，又获古巴“安娜·贝当柯尔德”勋章；
- 2003年获第十届“宋庆龄樟树奖”。